# Сосновське (Шадрінський район)
Сосно́вське (рос. Сосновское) — село у складі Шадрінського району Курганської області, Росія. Адміністративний центр Сосновської сільської ради.
Населення — 225 осіб (2010, 352 у 2002).
Національний склад станом на 2002 рік: росіяни — 95 %.